# Armand Fléchet
Lambert François Joseph Armand Fléchet (Weerst, 24 juli 1838 - Sint-Jansrade, 21 oktober 1926) was een Belgisch senator.

## Levensloop
Armand Fléchet was een zoon van senator Guillaume Fléchet en een broer van volksvertegenwoordiger Ferdinand Fléchet.
Kandidaat wijsbegeerte en letteren (1857) en kandidaat-notaris (1865) aan de Universiteit Luik, werd hij benoemd tot notaris in 1871.
Van 1887 tot 1894 was hij provincieraadslid voor de provincie Luik. In 1900 werd hij liberaal senator, een mandaat dat hij vervulde tot in 1921, als volgt:
- 1900-1908: voor het arrondissement Luik,
- 1912-1919: voor het arrondissement Brussel,
- 1919-1921: voor het arrondissement Luik, als liberaal gekozen vanop een socialistische lijst.